# Ef'al
Efal va ser un consell regional que estava situat en el Districte de Tel-Aviv, a Israel, va ser fundat el 1950 amb el nom de Consell regional d'Onó i va ser rebatejat el 1984 amb el nom d'Efal. En 2008 el consell es va dissoldre. El consell limitava amb Ramat Gan i amb el Centre Mèdic Sheba a l'est, amb la Universitat Bar-Ilan al nord i amb el riu Ayalon al sud. Era un dels consells regionals més petits del país i només tenia cinc nuclis de població: Ef'al-Merkaz Seminaryoni, Kefar Azar, Newe Ef'al, Ramat Ef'al, Ramat Pinkas.